# Kaerla
Kaerla est un quartier des districts de Länsikeskus et Runosmäki-Raunistula à Turku en Finlande,.

## Description
Kaerla est un quartier de Turku, situé au nord du centre-ville, à côté du quartier densément construit de Runosmäki.
Kaerla fait partie du district de Runosmäki-Raunistula et, dans une moindre mesure, du district Länsikeskus.
Kaerla est principalement bâti de maisons individuelles, mais il y a des immeubles résidentiels en bordure du quartier dans les zones résidentielles Nättinummi I et II et à Palli.
Kaerla abrite le centre sportif d'Impivaara et la piscine ainsi que la patinoire qui en font partie.
La zone rocheuse appelée Nunnavuori, culminant à 63 mètres d'altitude est en grande partie à Kaerla.
Kaerla compte aussi le cimetière de Mulli datant de l'âge du fer.

## Galerie

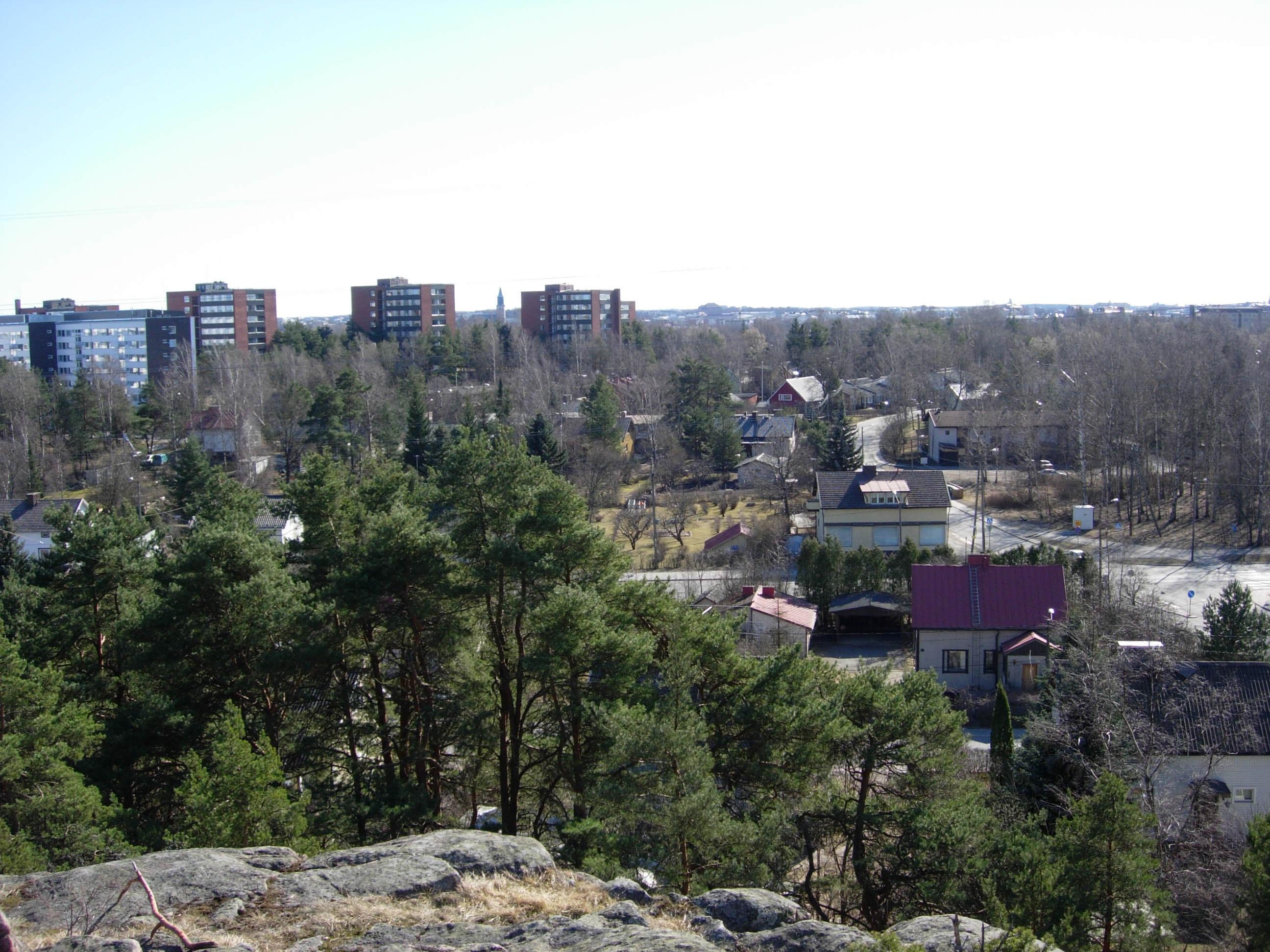
Kastu et Kaerla[6].
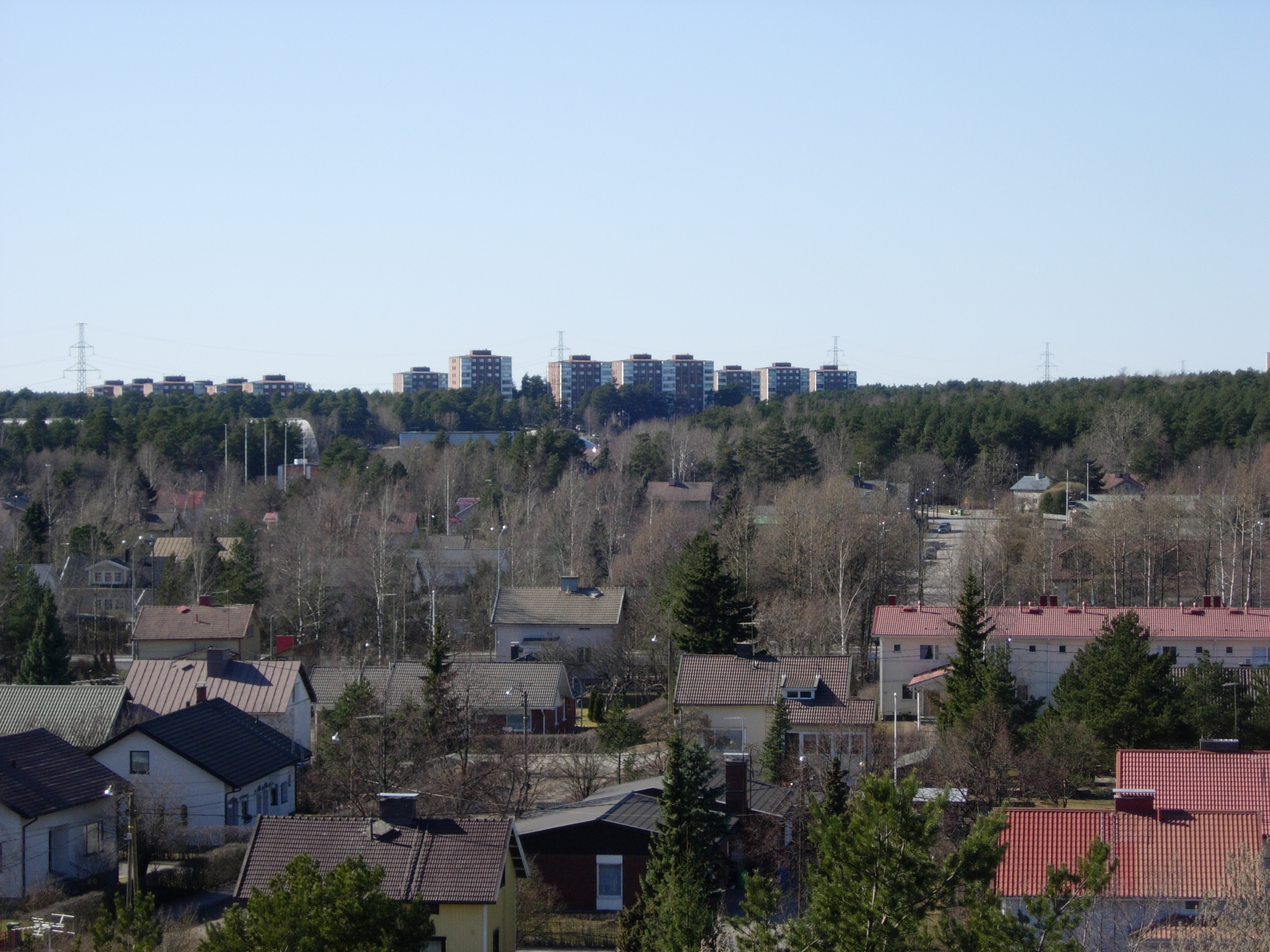
Nunnavuorenkatu et Jukolantie.
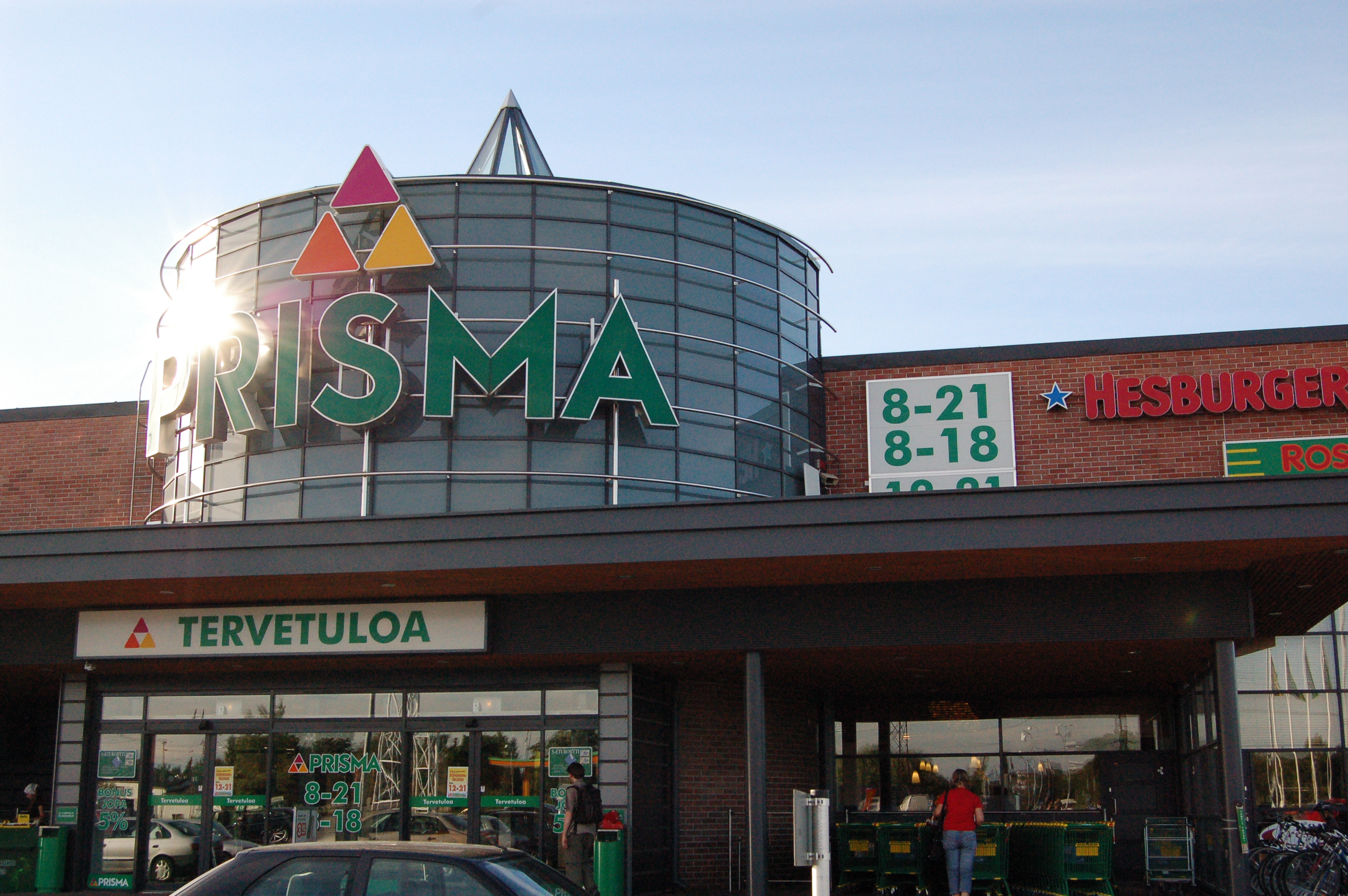
Le centre commercial Prisma de Tampereentie.